# Moniliformis moniliformis
Moniliformis moniliformis är en hakmaskart som först beskrevs av Bremser 1811. Arten ingår i släktet Moniliformis, och familjen Moniliformidae. Inga underarter finns listade.